# Julian Hartridge
Julian Hartridge (* 9. September 1829 in Savannah, Georgia; † 8. Januar 1879 in Washington, D.C.) war ein US-amerikanischer Politiker. Zwischen 1875 und 1879 vertrat er den Bundesstaat Georgia im US-Repräsentantenhaus.

## Werdegang
Julian Hartridge besuchte die Chatham Academy, das Montpelier Institute und danach bis 1848 die Brown University in Providence (Rhode Island). Nach einem anschließenden Jurastudium an der Harvard University und seiner im Jahr 1851 erfolgten Zulassung als Rechtsanwalt begann er in seiner Geburtsstadt Savannah in seinem neuen Beruf zu arbeiten. Zwischen 1854 und 1858 war er Bezirksstaatsanwalt im östlichen Gerichtsbezirk von Georgia.
Politisch war Hartridge Mitglied der Demokratischen Partei. Zwischen 1858 und 1859 saß er als Abgeordneter im Repräsentantenhaus von Georgia. Im Jahr 1860 war er Delegierter zur Democratic National Convention in Charleston. Zu Beginn des Bürgerkrieges diente er ein Jahr lang als Leutnant in einer Artillerieeinheit im Heer der Konföderation. Zwischen 1862 und 1865 war er Abgeordneter im Kongress der Konföderierten Staaten in Richmond (Virginia). In den Jahren 1872 und 1876 nahm er erneut an den jeweiligen Bundesparteitagen der Demokraten teil.
Bei den Kongresswahlen des Jahres 1874 wurde Julian Hartridge im ersten Wahlbezirk von Georgia in das US-Repräsentantenhaus in Washington, D.C. gewählt, wo er am 4. März 1875 die Nachfolge von Andrew Sloan antrat. Nach einer Wiederwahl konnte er bis zu seinem Tod am 8. Januar 1879 im Kongress verbleiben. Nach einer Nachwahl fiel sein Sitz an William Bennett Fleming, der dann zwischen dem 10. Februar und dem 3. März 1879 die angebrochene Legislaturperiode beendete. Julian Hartridge wurde in seiner Heimatstadt Savannah beigesetzt.